# Heligmonevra rufipes
Heligmonevra rufipes là một loài ruồi trong họ Asilidae. Heligmonevra rufipes được Meijere miêu tả năm 1913. Loài này phân bố ở miền Australasia.